# Cédric Baseya
Cédric Baseya (ur. 19 grudnia 1987 w Brétigny-sur-Orge) – kongijski piłkarz występujący na pozycji napastnika w Reading. Miał 195 cm wzrostu.

## Kariera
Cédric Baseya seniorską karierę zawodniczą rozpoczął w angielskim klubie Southampton F.C. W 2007 roku został wypożyczony na miesiąc do klubu Crewe Alexandra. W 2008 roku, na zasadzie Prawa Bosmana, przeszedł do drużyny Lille OSC. Zawodnik nie zdołał przebić się do składu meczowego nowej drużyny i w sezonie 2009/2010 został wypożyczony do Le Havre AC.
We wrześniu 2011 roku podpisał roczny kontrakt z Reading.
Baseya zdecydował się na grę w Reprezentacji Demokratycznej Republiki Konga, ponieważ jest to kraj jego pochodzenia.